# Carlo Gozzi
Œuvres principales
Pour les articles homonymes, voir Gozzi.
Le comte Carlo Gozzi, né le 13 décembre 1720 à Venise et mort le 4 avril 1806 à Padoue, est un écrivain et dramaturge italien.
Son frère, Gasparo Gozzi, est également connu comme écrivain.

## Biographie
Gozzi est issu d’une ancienne famille aristocratique vénitienne ; mais les dettes de son père le contraignent à chercher un moyen de subvenir à ses propres besoins. Il s’engage, à l’âge de seize ans, dans l’armée et sert trois ans en Dalmatie.
Rentré à Venise, il se bâtit bientôt une réputation d’homme d’esprit grâce, notamment, à la publication de plusieurs pièces satiriques qui font de lui l’un des membres les plus distingués de la société savante et joyeuse des Granelleschi (les Ineptes). Cette société, attachée en principe à la convivialité et aux mots d’esprit, a de grandes ambitions littéraires et s’attache, tout particulièrement, à préserver la littérature toscane des influences étrangères.
Le déclin de la comédie italienne, la commedia dell'arte en vogue pendant plus de trois siècles dans toute la péninsule, au profit des drames de Pietro Chiari et des œuvres réalistes de Carlo Goldoni, imités du théâtre français, menace de ruiner les efforts de la société ; en 1757, Gozzi se porte à son secours en imaginant de mettre à la scène les contes féeriques tirés de vieux recueils populaires, tels que Lo Cunto del li Cunti. Il publie un poème satirique, La Tartana degli influssi per l’anno 1756, et, en 1761, une comédie, L’Amour des trois oranges ou Analisi riflessiva della fiaba L’amore delle tre melarance, une parodie dans la manière de ses deux concurrents, fondée sur une intrigue féerique, où les masques font leur réapparition. Pour les jouer, il obtient les services de la compagnie de comédiens Sacchi, qui, à cause de la popularité des comédies de Chiari et de Goldoni - qui ne correspond pas à leur style de jeu - se trouvait sans emploi. Leur force satirique, aiguisée par une inimitié personnelle, fit de la pièce un extraordinaire succès, contraignant Goldoni à venir en France trouver un public.
Motivé par l’effet qu’a produit l’introduction du surnaturel ou d’éléments mythiques pourtant simplement employés pour leur potentiel satirique, Gozzi crée une série de neuf fables. Dans ses textes, il ne trace que l’intrigue, et laisse le dialogue à l’improvisation. Ses pièces laissent souvent une place importante à la fantaisie et au fantastique. Ses œuvres restent celles d’un aristocrate cultivé dont les fables ont finalement été oubliées. Gozzi a écrit, pour le théâtre de Venise, dix comédies fiabesques ou Fables théâtrales. Outre L’Amour des trois oranges (1761), peuvent être énumérés les titres suivants : Le Corbeau, en cinq actes (1761) ; Le Roi Cerf, en trois actes (1762) ; Turandot, fable tragi-comique en cinq actes (1762) ; La Femme serpent (1762) ; La Zobéide (1763) ; Les Mendiants fortunés (1764) ; Le Monstre bleu, en cinq actes (1764) ;  L’Oiseau vert (1765) ; Zéïm, roi des Génies (1765). Ces pièces est sont en vers, en dehors de la première.
Vers la fin de sa vie, Gozzi écrit des tragédies comprenant une dimension comique : innovation si mal accueillie par les critiques que le dramaturge se tourne vers le drame espagnol, qui lui sert de modèle pour plusieurs pièces, au succès mineur. Avec des ouvrages d’une certaine diversité, Gozzi plut par l’esprit, la verve et l’habileté. Forcé de conserver les vieux types représentant les diverses nationalités italiennes : Pantalon le Vénitien, Tartaglia le Napolitain, Brighella le Bergamasque, etc., il leur donne des rôles de généraux, d’ambassadeurs, de ministres, où ils portent leur bonhomie habituelle, et sauvent les situations par leur gaieté. Parmi ces comédies, L’Amour des trois oranges est surtout remarquable comme protestation et satire littéraire. Turandot, princesse de la Chine, dont le sujet est étrange, mais non féerique, a été traduit par Schiller et souvent jouée en Allemagne avec le même succès qu’elle obtint à Venise au théâtre San-Samuel. L’accueil favorable fait à des compositions qui semblent le produit d’une littérature retournant à l'émerveillement de l'enfance s’explique par la réaction, dont Gozzi donne le signal, contre la comédie larmoyante ou commedia fiebile, importée de France en Italie, par Goldoni et Chiari.
Gozzi est encore auteur d’une vingtaine de comédies, la plupart d’imitation espagnole, empruntées à José de Cordova, Matos Fragoso, Calderón, Moreto y Cavana, Cañizares, Rojas, Tirso de Molina. L’une de ces pièces, La Vedova del Malabar, est tirée de la tragédie française de Lemierre. Les Œuvres de Gozzi comprennent en outre Marfisa bisarra, une composition romanesque en douze chants et en octaves, prétendument tirée de la Chronique du Pseudo-Turpin ; un poème moral et satirique de 700 vers intitulé : Astrazione ; une traduction en vers élégants, non rimés, des Satires de Boileau ; divers morceaux critiques ou académiques en vers ou en prose.

## Influences
Un peu oubliées dans sa patrie, les comédies fiabesques de Gozzi sont connues en France par la traduction de M. A. Royer de cinq d’entre elles : Le Corbeau, Le Roi Cerf, Turandot, en vers ; La Zobéide, L’Oiselet vert (Paris, 1865, in-12). Prisé de Goethe, Schlegel, Germaine de Staël, Sismondi et Schiller (qui a traduit Turandot), le théâtre de Gozzi connaît un immense retentissement parmi les romantiques allemands. E.T.A. Hoffmann le cite expressément comme un modèle dans La Princesse Brambilla.
Des compositeurs se sont inspirés de Gozzi pour leurs livrets d'opéra :
- L’Amour des trois oranges (1761), la plus célèbre des pièces de Gozzi (elle-même basée sur le conte des Trois cédrats, de Giambattista Basile), a inspiré Sergueï Prokofiev pour son opéra du même nom (1921) ;
- La Femme Serpent (1762) a inspiré Richard Wagner pour son opéra de jeunesse Les Fées (1834) et Alfredo Casella pour son opéra La donna serpente (1932) ;
- Turandot (1762) a inspiré Ferruccio Busoni (1917) et Giacomo Puccini (1926) pour leurs opéras du même nom.
- Le Corbeau, deuxième fable théâtrale de Gozzi (1761), a inspiré Hans Christian Andersen et le compositeur danois Johann Peter Emilius Hartmann pour son opéra Ravnen, en trois actes, créé en 1832 à Copenhague, révisé en 1859 et 1863.
- Le Roi Cerf a inspiré Hans Werner Henze pour son opéra König Hirsch (1956).

## Œuvres
Gozzi a réalisé lui-même une édition de ses Œuvres (Venise, 1772, 8 vol. in-8° ; supplément, 1791, 2 vol.), suivie d’une édition en 10 volumes (Venise, 1792). Il a également laissé de très intéressants Mémoires inutiles. Il est également traducteur. Il commence par  traduire le roman de Marivaux Le Pharsamon  ou les nouvelles folies romanesques, sous le titre Il Farsamone, publié sans nom de traducteur en 1751, pour perfectionner son français. Outre ses traductions théâtrales -Il Fajel (1772) d'après Baculard d'Arnaud , Gabrielle di Vergy d'après  Du Belloy (1770) et La Vedova del Malabar  d'après Lemierre (après 1780), et diverses traductions de pièces françaises comme le Souper mal préparé de Lebreton de Hauteroche (La cena mal apparecchiata) ou la farce Le convulsioni ossia il contrattempo, restées inédites, et récemment découvertes dans les archives mises au jour en 2000, il s'attaque, probablement entre 1770 et 1772, aux douze satires de Boileau, auxquelles il consacre le sixième volume de la première édition de ses œuvres, chez l'éditeur  Colombani, en 1772, en les accompagnant d'un singulier texte justificatif intitulé "Hululements du traducteur des douze satires de Boileau".   
- La Tartane des influences pour l’année bissextile, 1756
- Almanach, 1757
- Les Sueurs d’Hyménée, 1759
- L'Amour des trois oranges (L'Amore delle tre melarance), 1761[4]
- Le Corbeau (Il Corvo), 1761[5]
- Deux Chants sur un Rapt de Jeunes Filles, 1761
- Sur quelques maximes du génie et des mœurs, 1761
- Le Roi Cerf (Re cervo), 1762
- La Femme Serpent (La Donna serpente), 1762
- Turandot, 1762
- La Zobéide, 1763
- Les Calamiteux fortunés (I pitocchi fortunati), 1764
- Le Monstre turquin (Il Mostro turchino), 1764[6]
- L'Oiseau vert (L'Augellino bel verde), 1765[7]
- Zaïm, Roi des Génies (Zeim, re de' geni), 1765
- Il Fajel, tragedia / del Sig. d'Arnaud ; tradotta in versi sciolti dal Co. Carlo Gozzi, 1772 traduction de Fayel, de François-Thomas-Marie de Baculard d'Arnaud
- La Princesse Philosophe, 1772[8]
- Les Drogues d’Amour, 1774
- La Marphyse bizarre, 1774
- Mémoires inutiles (Memorie inutili), 1797
- Œuvres anciennes et inédites (quatorze volumes), 1801-1803
- Les Épouses reconquises, 1819

### Éditions
- Carlo Gozzi, Memorie inutili (éd. Giuseppe Prezzolini). Laterza, Bari 1910.
- Carlo Gozzi, Opere del Co: Carlo Gozzi. Colombani, Venezia/Firenze 1772[-1774].
- Carlo Gozzi, Opere edite ed inedite del Co. Carlo Gozzi. Zanardi, Venezia 1801[-1803].
- Carlo Gozzi, Opere. Teatro e polemiche teatrali (éd. Giorgio Petronio). Rizzoli, Milano 1962.
- Scritti di Carlo Gozzi éd. E. Bonora. Einaudi, Torino 1977.
- Carlo Gozzi, Le fiabe teatrali (= Biblioteca di Cultura. 261). Testo, introduzione e commento a cura di Paolo Bosisio. Bulzoni, Rom 1984.
- Carlo Gozzi, Theatralische Werke. Aus dem italiänischen übersezt. 5 voll. Typographische Gesellschaft, Bern 1777–1779.
- Lucie Comparini/Eurydice El-Etr (éds.), Écrits de poétique théâtrale de Carlo Gozzi, Actes-Sud, Paris 2011.
- Françoise Decroisette (éd.), Mémoires inutiles de la vie de Carlo Gozzi écrits par lui-même et publiés par humilité, nouvelle traduction collective d’après l’édition vénitienne de 1797, Paris, Alain Baudry et Cie, 2010.
- (en) Vernon Lee, Studies of the eighteenth century in Italy, Alpha édition, 2019 (1re éd. 1880), 298 p. (ISBN 9789353958886, présentation en ligne)

### Littérature secondaire
- Carmelo Alberti (éd.), Carlo Gozzi, scrittore di teatro (= La fenice dei teatri. 1). Bulzoni, Rom 1996,  (ISBN 88-7119-880-8).
- Alfredo Beniscelli, La finzione del fiabesco. Studi sul teatro di Carlo Gozzi (Collana di saggistica, vol. 19). Marietti, Casale Monferrato 1986,  (ISBN 88-211-6571-X).
- Michele Bordin, Anna Scannapieco (éds.): Antologia della critica goldoniana e gozziana. Marsilio, Venezia 2009,  (ISBN 978-88-317-9822-8).
- Paolo Bosisio, Carlo Gozzi e Goldoni. Una polemica letteraria, Olschki, Firenze 1979.
- Françoise Decroisette, "Carlo Gozzi", in Il contributo italiano alla storia del pensiero. La Letteratura, Giulio Ferroni (éd.), Roma, Enciclopedia Treccani, 2017.
- Helmut Feldmann, Die Fiabe Carlo Gozzis. Die Entstehung einer Gattung und ihre Transposition in das System der deutschen Romantik (= Studi italiani. Bd. 11). Böhlau, Köln u. a. 1971,  (ISBN 3-412-31171-5).
- Siro Ferrone, Attori mercanti corsari. La Commedia dell'arte in Europa tra Cinque e Seicento, Einaudi, Torino 1993.
- Antje Gessner, Carlo Gozzi und E.T.A. Hoffmann, Diss Albert-Ludwigs-Universität Freiburg i. Br. 1995.
- Bodo Guthmüller/Wolfgang Osthoff (éds.), Carlo Gozzi. Letteratura e musica (= La fenice dei teatri. 4). Bulzoni, Rom 1997,  (ISBN 88-8319-135-8).
- Thomas F. Heck, Commedia dell'Arte: A Guide to the Primary and Secondary Literature, Garland, New York 1988.
- Kii-Ming Lo, Turandot auf der Opernbühne, Peter Lang, Frankfurt/Bern/New York 1996.
- Gérard Luciani, L’œuvre de Carlo Gozzi et les polémiques théâtrales contre les Lumières, dans: Studies on Voltaire and the Eighteenth Century 89/1972, pp. 939–974.
- Gérard Luciani, Carlo Gozzi : 1720-1806, l’homme et l’œuvre…, Paris, H. Champion, 1977.
- Gérard Luciani, Carlo Gozzi, ou, L’enchanteur désenchanté, Grenoble, Presses universitaires de Grenoble, 2001  (ISBN 978-2-7061-1028-3).
- Olivier Mathieu et Marguerite Mathieu, Le Dernier Vénitien ou Le Comte Carlo Gozzi (1720-1806) : ennemi de Goldoni et du franc-maçon Gratarol, et adversaire de la bourgeoisie et des Lumières : essai sur la Venise du dix-huitième siècle, Yermenonville, Le Siècle tramontane (chez l'auteur), 1996, 198 p. (BNF 36156583)
- Arnaldo Momo, La carriera delle maschere nel teatro di Goldoni, Chiari, Gozzi, Marsilio, Venezia 1992.
- Allardyce Nicoll, The World of Harlequin, Cambridge University Press, Cambridge 1963.
- Robert Perroud, La défense et l'utilisation des ‚masques’ de la commedia dell'arte dans l'œuvre de Carlo Gozzi. In: Roger Bauer, Jürgen Wertheimer (éds.), Das Ende des Stegreifspiels – Die Geburt des Nationaltheaters. Ein Wendepunkt in der Geschichte des europäischen Dramas. Fink, München 1983,  (ISBN 3-7705-2008-4), pp. 9–16.
- Jean Starobinski, Ironie et mélancholie (I): Le théâtre de Carlo Gozzi, dans: Critiques 22 (1966), pp. 438-457.
- Jean Starobinski, Portrait de l'artiste en saltimbanque, Gallimard, Paris 1983/2004,  (ISBN 9782070770373).
- Jörn Steigerwald, Serendipità oder Selbstaufklärung im Medium des Theaters: Carlo Gozzis „Il re cervo“. In: Das achtzehnte Jahrhundert. Nr. 35.1, 2011,  (ISSN 0722-740X), pp. 73–89.
- Frederik D. Tunnat, Karl Vollmoeller. Dichter und Kulturmanager. Eine Biographie. tredition, Hamburg 2008,  (ISBN 978-3-86850-000-4) (contient beaucoup d'information sur l'intérêt de Vollmoeller pour Gozzi et son œuvre).
- Olga Visentini, Movenze dell'esotismo: »il caso Gozzi«, in: Jürgen Maehder (éd.), Esotismo e colore locale nell'opera di Puccini. Atti del I° Convegno Internazionale sull'opera di Giacomo Puccini, Giardini, Pisa 1985, pp. 37-51.
- Susanne Winter, Von illusionärer Wirklichkeit und wahrer Illusion. Zu Carlo Gozzis Fiabe teatrali, Frankfurt/Main 2007,  (ISBN 978-3-465-03509-1).
- Friedrich Wolfzettel, Märchen, Aufklärung und ‚Antiaufklärung’: zu den ‚fiabe teatrali’ Carlo Gozzis dans: Aufklärung, éd. Roland Galle, Helmut Pfeiffer, Fink, Paderborn/München 2007,  (ISBN 978-3-7705-4298-7), pp. 117–145.